# 竹村彰通
竹村 彰通（たけむら あきみち、1952年4月10日 - ）は、日本の統計学者。専門は数理統計学。滋賀大学学長。東京大学名誉教授。
Ph.D (統計学) (スタンフォード大学)。
日本統計学会会長や理事長を歴任した。

## 略歴
- 1952年4月 東京都生まれ[1]

- 1971年3月 東京藝術大学音楽学部附属音楽高等学校卒業[2]

- 1971年4月 東京藝術大学音楽学部ピアノ科入学[3]

- 1972年4月 東京大学入学[4]

- 1976年3月 東京大学経済学部経済学科卒業[5]

- 1978年3月 東京大学大学院経済学研究科理論経済学・経済史学専門課程修士課程修了

- 1982年9月 スタンフォード大学統計学部 Ph.D. 修了。スタンフォード大学統計学部 客員助教授

- 1983年9月 パデュー大学統計学部 客員助教授

- 1984年6月 東京大学経済学部 助教授

- 1997年4月 東京大学経済学部 教授

- 2001年4月 東京大学大学院情報理工学系研究科 教授[6]

- 2008年 日本統計学会賞受賞[7]

- 2014年 日本統計学会出版賞受賞（青木敏、原尚幸との共同受賞）[8]

- 2015年5月 滋賀大学データサイエンス教育研究推進室教授（クロスアポイントメント）

- 2015年 日本数学会解析学賞受賞[9]

- 2016年4月 東京大学を退任し名誉教授となり、滋賀大学データサイエンス教育研究センター長、教授[10]。

- 2017年4月 滋賀大学データサイエンス学部学部長

- 2022年4月 滋賀大学学長

- また、2002年9月10日～2004年9月24日には日本統計学会理事長を、2011年1月〜2013年6月には日本統計学会会長を務めた[11][12]。

## 著書
- 『多変量推測統計の基礎』応用統計数学シリーズ（1991年10月、共立出版）
- 『現代数理統計学』現代経済学選書（1991年11月、創文社）
- 『統計』共立講座21世紀の数学 (1997年、共立出版）
- 『データサイエンス入門』岩波新書（2018年4月20日、岩波書店）ISBN 9784004317135

### 共編著
- 『数理統計学の理論と応用』竹内啓共編（1994年7月、東京大学出版会）
- 『電子社会と市場経済 情報化と経済システムの変容』奥野正寛,新宅純二郎共編著 ライブラリ電子社会システム（2002年11月、新世社）
- 『統計学の基礎 1』谷口正信共著 統計科学のフロンティア（2003年1月、岩波書店）
- 『グレブナー教室 計算代数統計への招待』日比孝之,原尚幸,東谷章弘,清智也,『グレブナー道場』著者一同共著 （2015年、共立出版）
- 『現代統計学』統計教育大学間連携ネットワーク監修,美添泰人,宿久洋共編集（2017年、日本評論社）
- 『教養としてのデータサイエンス』佐久間 淳,川崎能典,孝忠大輔,内田誠一,椎名洋 共編集 データサイエンス入門シリーズ（2021年、講談社）

### 翻訳
- P.Flach『機械学習 データを読み解くアルゴリズムの技法』監訳 （2017年、朝倉書店）

## 論文
- Google Scholar 竹村彰通
- CiNii>竹村彰通